# Pelażyn
Pelażyn (biał. Палежыно; ros. Полежино) – chutor na Białorusi, w obwodzie grodzieńskim, w rejonie brzostowickim, w sielsowiecie Brzostowica.
Dawniej folwark. W dwudziestoleciu międzywojennym leżał on w Polsce, w województwie białostockim, w powiecie grodzieńskim.